# Birgit Persson
Nelly Birgit Persson, född 25 februari 1919 i Billinge församling, Malmöhus län, död 18 juli 1985 i Malmö, var en svensk arkitekt.
Persson, som var dotter till stationskarl Nils Persson och Maria Persson, avlade studentexamen i Eslöv 1938 och studerade vid Kungliga Tekniska högskolan 1940–1948. Hon var anställd hos Svenska slöjdföreningen med dess bostadsutredning 1942–1943 praktiserade på länsarkitektkontoret i Kristianstad 1944, var anställd vid Socialstyrelsen, dess hushållsundersökning i Nyköping 1945, på Kooperativa förbundets arkitektkontor i Stockholm 1946–1948 och på Malmö stads fastighetskontor 1949–1984. Hon ritade bland annat Pilängens vårdhem på Elinelundsvägen i Malmö (1964–1966, tillsammans med Asbjörn Hegelund).